# Vieux Chapitre

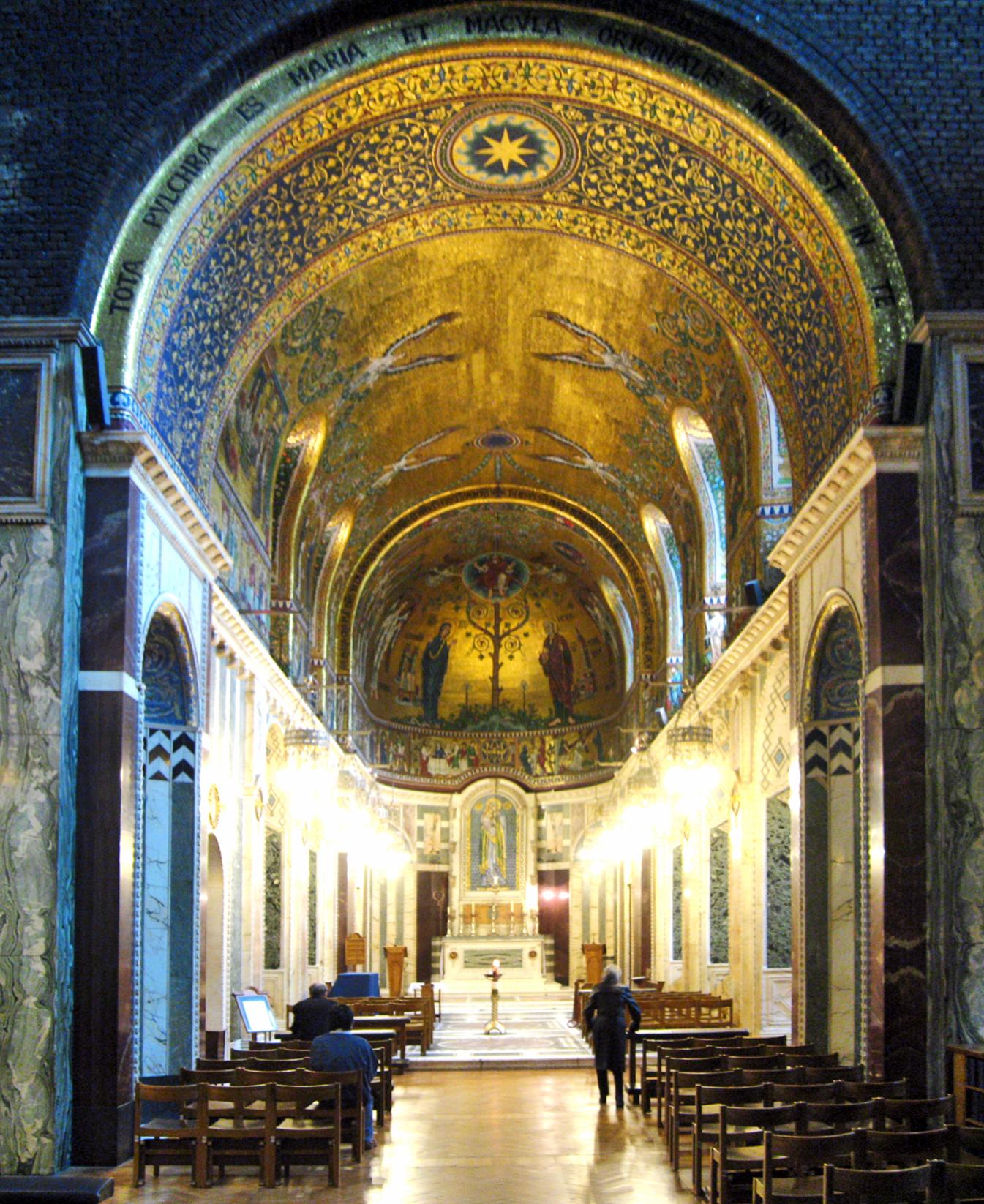
La cathédrale de Westminster

Le vieux chapitre est le corps qui a contrôlé, dans les faits, l’Église catholique romaine en Angleterre de 1623, année où le pape Urbain VIII décida de nommer de nouveau un évêque doté de compétences réelles après 65 ans d’absence formelle en Angleterre, à 1850, année de la restauration de la hiérarchie.

## Origine
L’origine du corps connu sous le nom de « vieux chapitre » date de 1623, lorsque, après une période de plus d’un demi-siècle au cours de laquelle l’Angleterre n’eut pas de gouvernement épiscopal, le Dr William Bishop fut enfin créé vicaire apostolique. Même s’il survécut moins d’un an, il organisa à travers le pays, au cours de cette période, par le biais d’archidiacres et doyens ruraux, une forme de gouvernement ecclésiastique catholique qui resta en vigueur plus ou moins sous cette forme jusqu’au rétablissement de la hiérarchie.
Une partie intégrante du projet du « vieux chapitre » est la création d’un chapitre composé de vingt-quatre chanoines, dont John Colleton était le doyen. Le statut ecclésiastique de ce chapitre a été contesté. Un chapitre sans diocèse constitue une anomalie, inconnue dans le droit canon, et Rome s’est toujours abstenue de tout acte positif de reconnaissance. D’autre part, elle s'est également abstenue de toute censure, mais on sait que le chapitre prétendait à et exerçait d’importantes fonctions. Ils ont donc fait valoir que le chapitre existait Sciente et tacente sede apostolica (avec la connaissance et le consentement tacite du pape) et que ceci suffisait pour lui donner un statut canonique. À la mort du Dr Bishop, ils ont envoyé une liste de noms à partir de laquelle son successeur pourrait être choisi, et le Saint-Siège a accepté leur action en choisissant le premier de la liste, le Dr Richard Smith. Trois ans plus tard, celui-ci dut quitter le pays pour Paris, où il passa le reste de sa vie. Après sa mort, le chapitre s’arrogea le droit de gouverner le pays dans la vacance du siège épiscopal, et pendant trente ans toutes les facultés furent émises par le doyen qui se réclamait de l’approbation verbale du pape Alexandre VII.

## Histoire postérieure
Lors de l’ascension au trône de Jacques II et de la division de l’Angleterre en quatre districts ou vicariats, la position du chapitre devint encore plus anormale. Le premier vicaire apostolique de ce règne, le Dr Leyburn, fut tenu de prêter serment de ne pas reconnaître le chapitre, et un décret fut émis en termes généraux suspendant toute juridiction sur les chapitres du clergé séculier et séculier, tant qu’il y avait vicaires apostoliques en Angleterre. On ne savait pas, cependant, si ceci était destiné à s’appliquer au « vieux chapitre », pour la simple raison que sa position était anormale. Dans la pratique, ceux-ci se soumirent et cessèrent d’exercer des actes de juridiction, mais ils continuèrent leur existence. Les vicaires apostoliques eux-mêmes en étaient généralement membres.
Lorsque la hiérarchie fut rétablie en 1850, un chapitre fut créé dans chaque diocèse, et toute prétention de juridiction du « vieux chapitre » cessa dès de ce moment. Ne voulant pas se dissoudre, ils se reformèrent cependant sous le nom de « Vieille fraternité du clergé anglais séculier », et le doyen du chapitre devient président de la confrérie.

## Sources
- (en) Cet article est partiellement ou en totalité issu de l’article de Wikipédia en anglais intitulé « Old Chapter » (voir la liste des auteurs).